# Rhinophylla alethina
Rhinophylla alethina (Handley, 1966) è un Pipistrello della famiglia dei Fillostomidi endemico della Colombia e dell'Ecuador.

## Descrizione

### Dimensioni
Pipistrello di piccole dimensioni, con la lunghezza della testa e del corpo tra 47 e 60 mm, la lunghezza dell'avambraccio tra 32 e 36 mm, la lunghezza del piede tra 8 e 12 mm, la lunghezza delle orecchie tra 12 e 18 mm e un peso fino a 14 g.

### Aspetto
La pelliccia è soffice e lanosa e si estende sulle zampe, sui piedi e alla base dell'avambraccio. Le parti dorsali sono nerastre, più chiare verso la groppa, mentre le parti ventrali variano dal nerastro al nero-brunastro. Il muso è corto, la foglia nasale è larga, lanceolata e nerastra. La porzione anteriore è fusa con il labbro superiore. Sul mento è presente una grossa verruca rotonda affiancata da due verruche allungate inclinate. Le orecchie sono separate, nerastre, con il margine anteriore convesso e quello posteriore concavo, la punta smussata e l'antitrago triangolare. Il trago è smussato e con il margine posteriore talvolta con un incavo. È privo di coda, mentre l'uropatagio è ridotto ad una sottile membrana lungo la parte interna degli arti inferiori e con il margine libero densamente frangiato. Il calcar è molto corto.

## Biologia

### Comportamento
Si rifugia all'interno delle grotte.

### Alimentazione
Si nutre di frutta del sottobosco e talvolta anche di insetti.

### Riproduzione
Sono presenti due periodi riproduttivi.

## Distribuzione e habitat
Questa specie è endemica delle coste pacifiche della Colombia e dell'Ecuador.
Vive nelle foreste tropicali sempreverdi fino a 1.700 metri di altitudine.

## Conservazione
La IUCN Red List, considerato che questa specie  ha subito un declino di non meno del 30% negli ultimi 10 anni e il suo habitat è minacciato, classifica R.alethina come specie prossima alla minaccia di estinzione (Near Threatened).